# La Pobla de Lillet
La Pobla de Lillet település Spanyolországban, Barcelona tartományban. Lakosainak száma 1109 fő (2024).

## Földrajza
La Pobla de Lillet Castellar de n’Hug, Gombrèn, Sant Jaume de Frontanyà, Les Llosses, Castell de l’Areny, Sant Julià de Cerdanyola és Guardiola de Berguedà községekkel határos.

## Népesség
A település lakosságának változását az alábbi diagram mutatja:
| Lakosok száma | 644  | 1206 | 2384 | 2732 | 1920 | 1357 | 1312 | 1155 | 1095 | 1109 |
|               | 1717 | 1887 | 1936 | 1960 | 1986 | 2004 | 2009 | 2014 | 2019 | 2024 |